# Giro del Lazio 1966
Il Giro del Lazio 1966, trentaduesima edizione della corsa, valido come campionato nazionale, si svolse il 17 settembre 1966. La vittoria fu appannaggio dell'italiano Michele Dancelli, il quale precedette i connazionali Italo Zilioli e Vito Taccone.
I corridori che tagliarono il traguardo furono 43.

## Ordine d'arrivo (Top 10)
| Pos. | Corridore        | Squadra           | Tempo   |
| ---- | ---------------- | ----------------- | ------- |
| 1    | Michele Dancelli | Molteni           |         |
| 2    | Italo Zilioli    | Sanson            | s.t.    |
| 3    | Vito Taccone     | Vittadello        | s.t.    |
| 4    | Dino Zandegù     | Bianchi-Mobylette | s.t.    |
| 5    | Franco Bitossi   | Filotex           | a 5"    |
| 6    | Franco Cribiori  | Vittadello        | a 1'31" |
| 7    | Felice Gimondi   | Salvarani         | s.t.    |
| 8    | Gianni Motta     | Molteni           | s.t.    |
| 9    | Marino Basso     | Mainetti          | s.t.    |
| 10   | Imerio Massignan | Bianchi-Mobylette | s.t.    |